# Гроховский, Павел Игнатьевич
Павел Игнатьевич Гроховский (18 марта 1899, Вязьма, Смоленская губерния — 29 мая 1943, Коммунарка) — один из идеологов и родоначальников воздушно-десантных сил СССР, советский конструктор, изобретатель и организатор производства парашютной, авиационной и воздушно-десантной техники. Создал первые в мире хлопчатобумажные парашюты, парашютные системы и автоматические устройства к ним, грузовые контейнеры для воздушно-десантных войск. Участник Октябрьского вооружённого восстания и Гражданской войны.

## Биография
Родился в 1899 году в г. Вязьма Смоленской губернии в семье начальника станции Николаевской железной дороги(ныне ж/д станция Вязьма - Новоторжская) мещанина Игнатия Иосифовича Гроховского и его законной жены Анастасии Васильевны. Был крещен в Вяземской городской церкви Всемилостивого Спаса Аркадьевского монастыря. 
Более зрелые детские годы Павел Гроховский провел в Твери. Окончил начальную школу в Твери, затем учился в Тверском реальном училище (1910—1915).
Участник Октябрьского вооружённого восстания и Гражданской войны.
В 1917 году вступил добровольцем в Ревельский отряд революционных моряков. Служил на линкоре «Петропавловск» Балтийского флота, на Волжско-Каспийской военной флотилии, в сухопутных матросских частях Ивана Кожанова и Павла Дыбенко – рядовым, затем командиром роты. Участвовал в боях с немцами на Украине, с колчаковцами, деникинцами, с англичанами в Энзелийской операции и снова на Украине, с махновцами. Член ВКП (б) с 1919 года, рекомендовал его в партию Кожанов. Последняя должность на флоте – комиссар Черноморского и Азовского побережий. Был тяжело ранен, полностью излечился. Награжден именным маузером, и бантами «За храбрость». 
Окончил Качинскую военную авиационную школу (1925). По другим данным окончил Борисоглебское училище лётчиков в 1925 году.
Первые свои изобретения Гроховский сделал в 1927 году, когда служил военным летчиком в Новочеркасске.
С 1929 года становится лётчиком-испытателем Научно-исследовательского института Военно-воздушных сил, одновременно руководителем конструкторского отдела при Управлении Военно-воздушных сил Рабоче-крестьянской Красной Армии, а затем — начальником и главным конструктором Особого конструкторского производственного бюро военно-воздушных сил РККА (1932—1934). Начальник и главный конструктор Экспериментального института Наркомата тяжёлой промышленности по вооружениям РККА (до 1937). Группе Гроховского была поручена разработка темы «Воздушная пехота». За работами непосредственно наблюдал начальник ВВС Пётр Баранов. Позже деятельностью Гроховского постоянно интересовались и новый начальник ВВС Яков Алкснис, и начальник вооружений РККА Михаил Тухачевский.
Возглавлял работы по конструированию и испытанию техники для воздушного десантирования; разработал мотопланер «Г-31» (1932), транспортно-десантный самолёт «Г-37» (1934). Также разработал самолёты: «Кукарача» (стреловидный бесхвостный самолёт Г-39), Г-38, Г−61, Г−63 и другие.
Создал первые в мире хлопчатобумажные десантные и грузовые парашюты, парашютные системы и автоматические устройства к ним, грузовые контейнеры для воздушно-десантных войск, оригинальные конструкции опытных самолётов; занимался также реактивной артиллерией. Автор ряда оригинальных проектов вооружения и военной техники, таких как бронеавтомобиль на воздушной подушке, танк-аэросани или ранний проект ручного противотанкового гранатомёта. Известный полярный летчик Михаил Каминский, работавший под началом Гроховского в Особом конструкторском бюро, посвятил первую часть автобиографической книги «В небе Чукотки» памяти своего руководителя. В первых главах, названных «В „цирке“ Гроховского» автор подробно описывает личность П. И. Гроховского, его изобретения, работу ОКБ под его началом, вклад в создание новых войск — Воздушно-десантных.

<...>тема воздушно-десантной техники и специальной техники и вооружения для ВДВ была совершенно новой, никакого отечественного и зарубежного опыта в этой области не имелось. И создание при таких условиях и за короткий срок (чуть более 5 лет) основ развития парашютно-десантной техники, сдача на вооружение РККА ряда образцов парашютов, подвесок, установок, десантной тары, переоборудование имевшихся тяжелых бомбардировщиков для десантирования были существенным достижением пионеров этого направления. — Федосеев 
За научную работу в области авиации в 1932 году был награждён высшей наградой — орденом Ленина. Всего в период с 1928 по 1938 год он получил 50 авторских свидетельств в области авиации и парашютизма. Идеи Гроховского, разработанные им методики и его личная практика, несомненно, способствовали зарождению Воздушно-десантных войск СССР.

Подавляющее большинство объектов воздушно-десантной техники было создано (спроектировано, практически осуществлено и испытано) в период 1930–1934 годы в особом конструкторско-производственном бюро ВВС РККА, а с августа 1934 года по октябрь 1937 года в Экспериментальном Институте Наркомтяжпрома по работам РККА.
Идейным вдохновителем создания воздушно-десантной техники, ее Главным конструктором и начальником ОКБ ВВС РККА и Экспериментального Института НКТП был талантливый изобретатель, летчик – Павел Игнатьевич ГРОХОВСКИЙ. Работы, развернувшиеся по созданию воздушно-десантной техники, безусловно, имели решающее значение для формирования и боевой подготовки воздушно-десантных частей. — Шайкин 
В 1936—1941 годах был постоянным автором статей в журнале «Техника — молодёжи».
В ноябре 1936 года приказом Главного управления авиационной промышленности, который был подготовлен Андреем Туполевым и подписан Кагановичем, Особое конструкторское бюро было ликвидировано.
С 1937 года Павел Гроховский был назначен начальником хозяйственного управления Центрального совета Осоавиахима.
Арестован 5 ноября 1942 года. Долгое время из-за поддельной справки и действующему распоряжению НКВД считалось, что Гроховский умер в 1946 году в заключении. Однако затем стало доподлинно известно, что Гроховский был приговорен Особым совещанием при НКВД к расстрелу. Приговор приведён в исполнение 29 мая 1943 года на расстрельном полигоне Коммунарка. Реабилитирован в 1957 году посмертно.
Была арестована и его жена — Лидия Алексеевна, которая провела в заключении долгие годы.

## Награды и звания
- Орден Ленина (1932).
- Мастер парашютного спорта СССР (1934).
- полковник авиации

## Адреса
- 1936—1942 — Колхозная площадь (Большая Сухаревская площадь), дом 14/7, Москва[21]
- 1936—1942 — Парковая улица, дом  23, Долгопрудный[22]

## Память
- Памятная доска в Твери на здании Тверского государственного объединённого музея. Открыта в день ВДВ 2 августа 2012 года[24][23].
- Летом 2022 года в поселке Вязьма Брянская Вяземского района Смоленской области в честь Гроховского установлен информационный стенд.

## Семья
- Супруга — Лидия Алексеевна Гроховская  (1911—1980). Вторая в СССР парашютистка (первый прыжок – 14 июля 1931 года с парашютом своего мужа) и первая десантница.
- Сын — Лонжерон Павлович Гроховский, родился в 1926 году.
- Дочь — Авиэта Павловна Гроховская, родилась 25.02.1930.
- Сестра — Екатерина Игнатьевна Калачева-Гроховская[25]
- Брат — Михаил Игнатьевич Гроховский(1891-1963), преподавал в ТСХА[25]